# آسیاب کمبل
آسیاب کمبل مربوط به سده‌های میانه دوران‌های تاریخی پس از اسلام است و در شهرستان گچساران، بخش مرکزی، دهستان امامزاده جعفر، روستای کمبل واقع شده و این اثر در تاریخ ۶ اسفند ۱۳۸۵ با شمارهٔ ثبت ۱۷۵۳۷ به‌عنوان یکی از آثار ملی ایران به ثبت رسیده است.